# Rembrandthuis
A Rembrandthuis a nagy holland festő, Rembrandt van Rijn egykori amszterdami lakóházában, a Jodenbreestraat 4. szám alatt berendezett múzeum. Teljes holland neve Museum het Rembrandthuis. Itt lakott Rembrandt 1639 és 1658 között, itt volt műterme és műkereskedése is.

## Épülete
A ház 1606 körül épült, és 1627 körül felújították, valószínűleg Jacob van Campen felügyelete alatt. Új szintet is építettek rá, és ekkor kapta a homlokzat tetején lévő háromszög alakú díszítményt. Rembrandt 1639. január 5-én vásárolta meg tizenháromezer guldenért. Csődje után 1658-ban elárverezték, és tizenegyezer guldenért adták el. A következő évszázadokban otthonnak használták, többször felújították.
A 20. század elejére rossz állapotba került. Az 1906-os Rembrandt-év nyomán 1907-ben a városi önkormányzat megvásárolta, majd a Stichting Het Rembrandthuis nevű alapítványnak adományozta. 1907 és 1911 között a házat Karel de Bazel építész irányítása alatt restaurálták. A múzeum 1911 június 10-én nyílt meg, első látogatói Vilma holland királynő és férje, Mecklenburgi Henrik holland herceg voltak. A múzeum  Jozef Israëls (1824–1911) holland festőnek köszöni létrehozásának kezdeményezését. A múzeum egy modern szárnyépületet is kapott gyűjteményeinek elhelyezése és bemutatása érdekében.

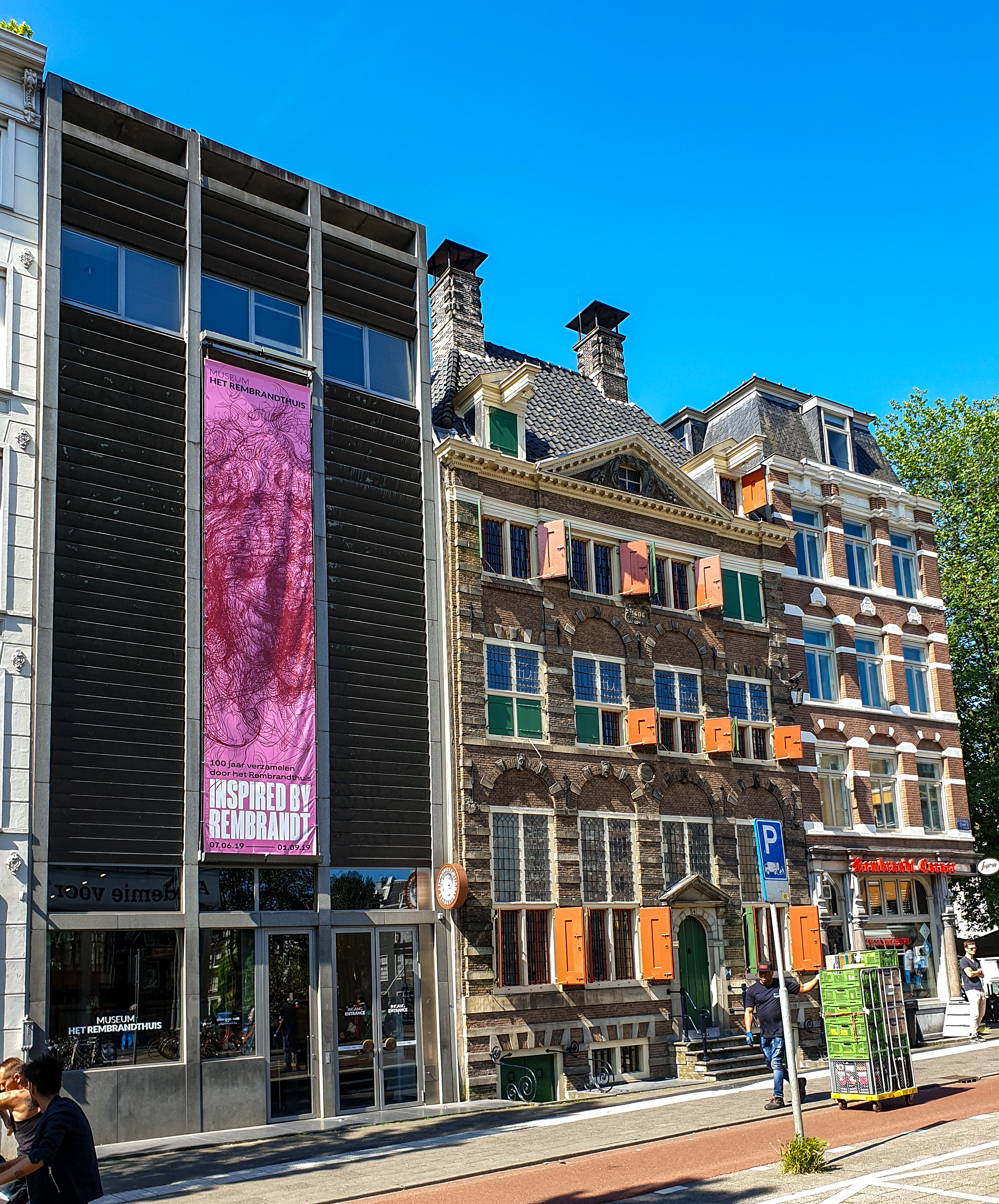
A múzeum 2019 júniusában
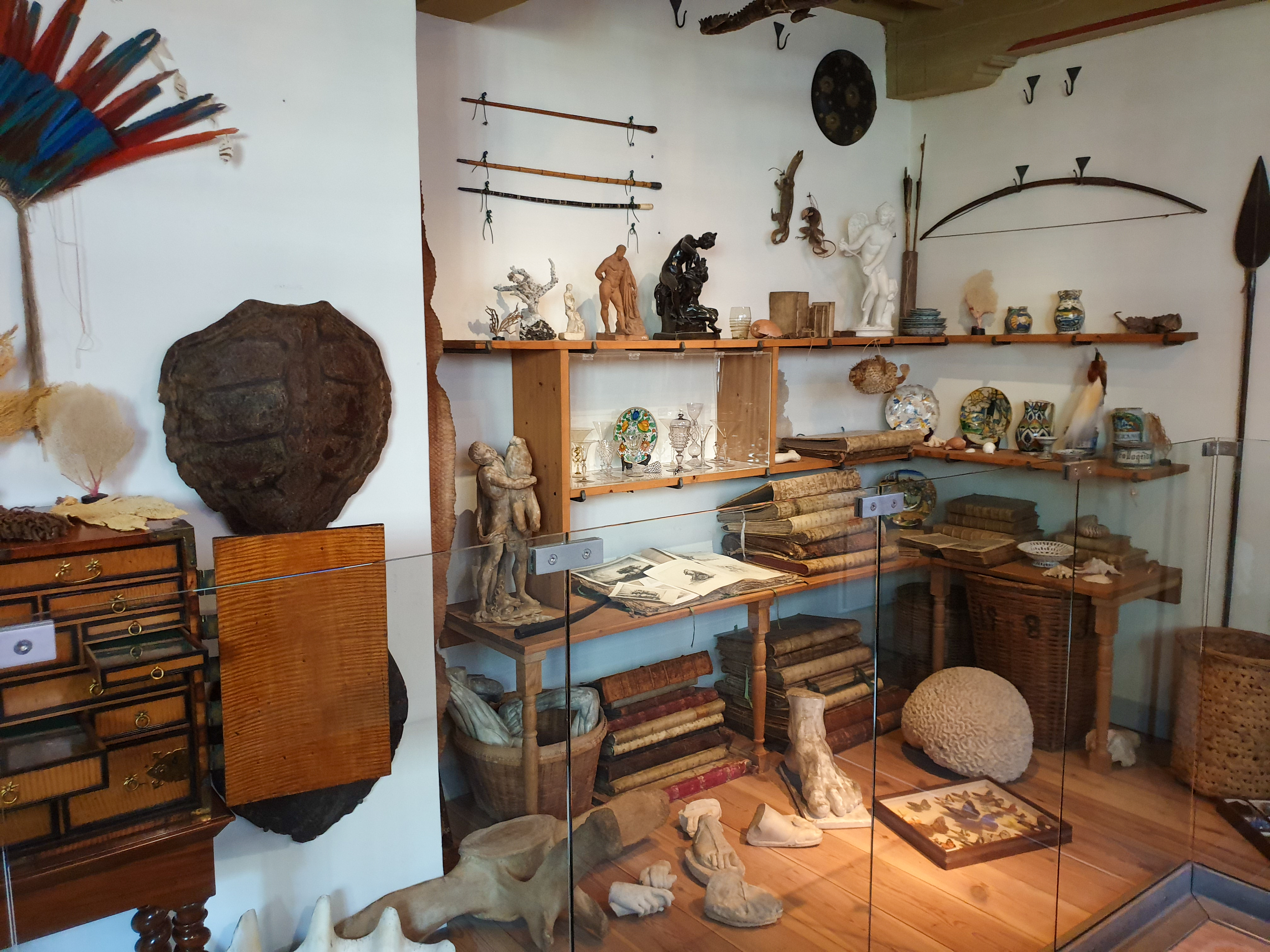
Rembrandt gyűjteményeiből
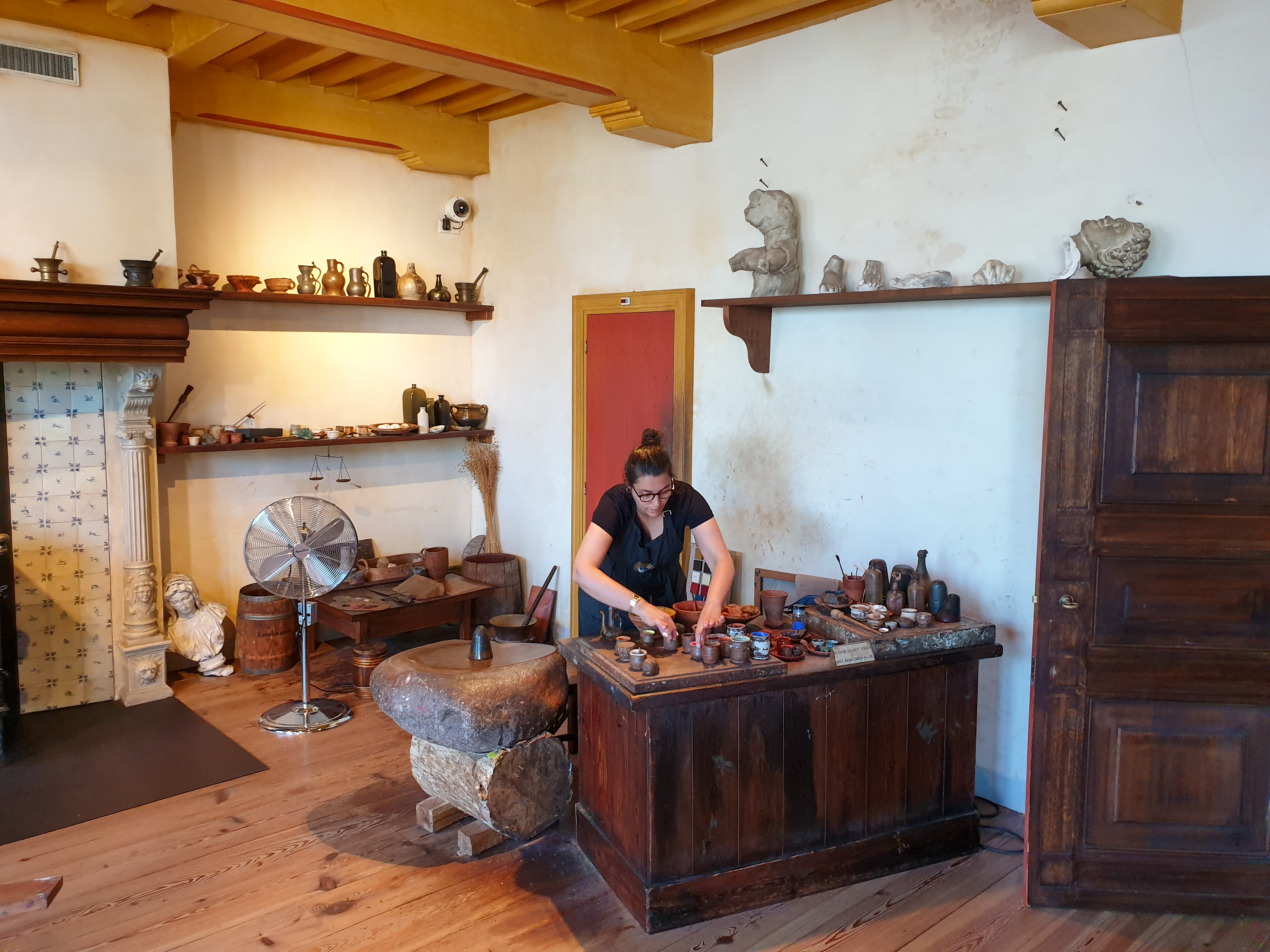
Műterem, bemutatóval
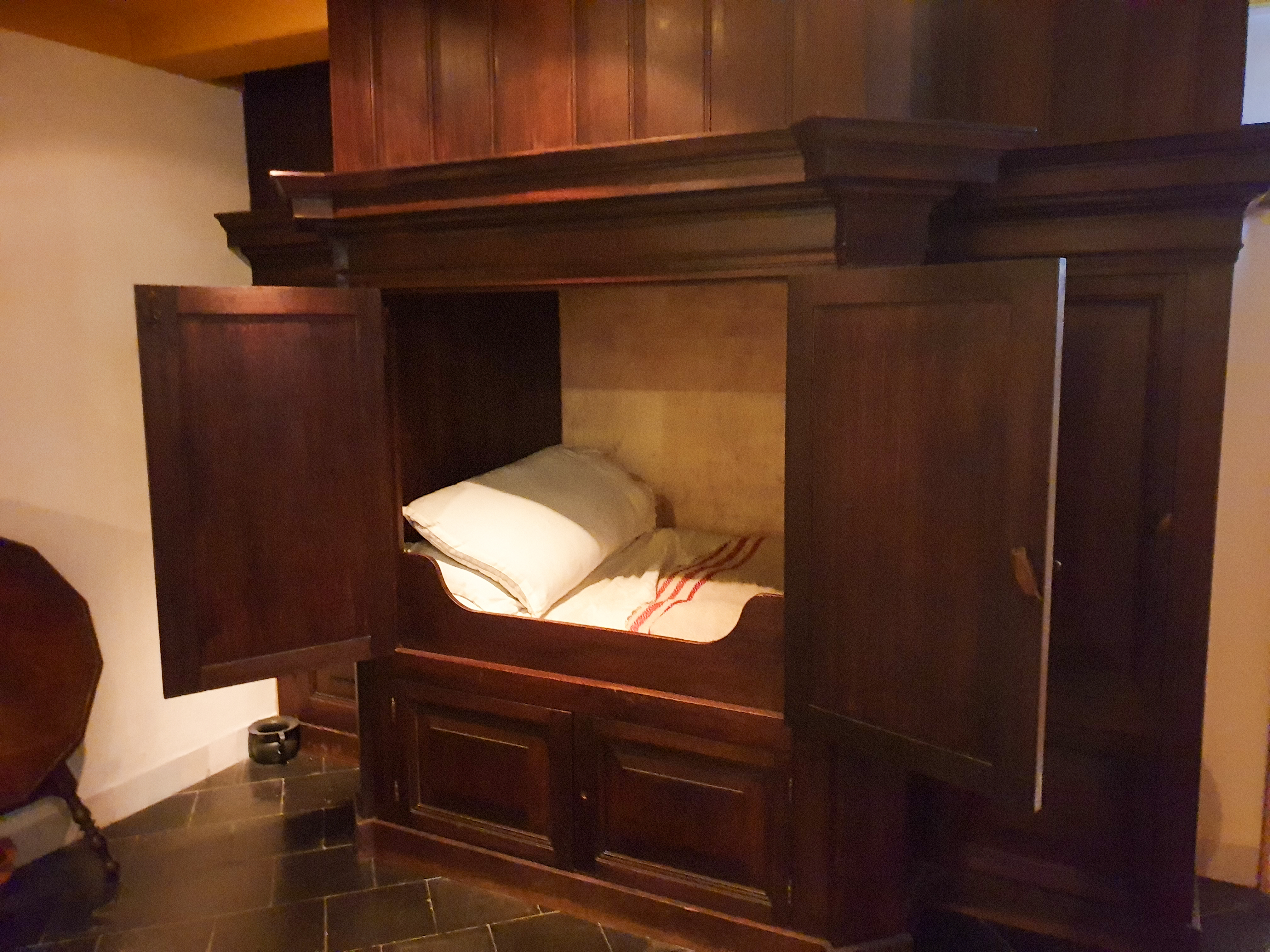
Korabeli tipikus holland ágy

## A múzeum gyűjteményei
A múzeum bemutatja Rembrandt lakó- és munkaterületét, beleértve a nappaliját, a művészszobát és a műtermet, ahol remekműveit készítette. Az épület felújításához és berendezéséhez felhasználták a Rembrandt 1656-os csődje idején készített leltárt. 
A látogató képet kaphat Rembrandt mindennapi életéről, műtermi munkájáról, valamint arról, hogyan milyen volt egy ház és egy művész műterme a 17. században.
A falakon számos korabeli festmény, köztük Rembrandt tanárának, Pieter Lastmannak és tanítványainak, Ferdinand Bolnak és Govert Flincknek a munkái is láthatók.
A múzeumban megtalálható a Rembrandt által készített rézkarcok szinte teljes gyűjteménye. Ezeket rendszeresen kiállítják a rézkarc-kabinetben és időszaki kiállításokon a múzeum modern szárnyában.
2019-ben anyagtechnikai kutatások kimutatták, hogy a ház hulladékgödrében 1997-ben talált két edényt valóban használta a művész. Az egyik edényben kvarcföld maradványait találták. Ez kvarc és agyag keveréke, amellyel Rembrandt előkészítette a vásznait festés előtt.
2022-ben a múzeum megvásárolta Natasja Kensmil és Milan Gies négy kortárs műalkotását. A múzeumban más kortárs művészek, így Marlene Dumas, Reinder Homan, Iriée Zamblé és Timothy Voges munkái is megtalálhatók.

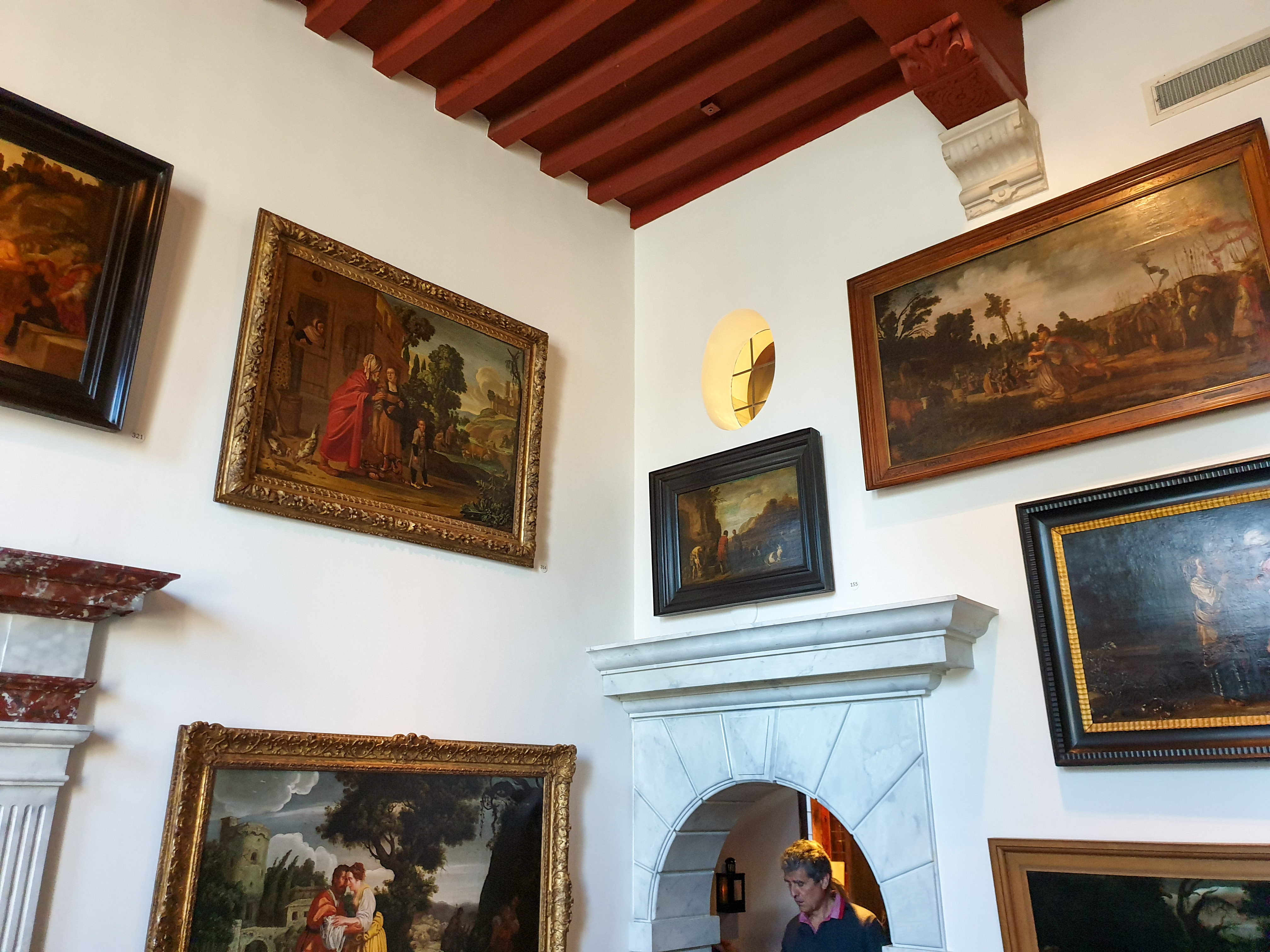
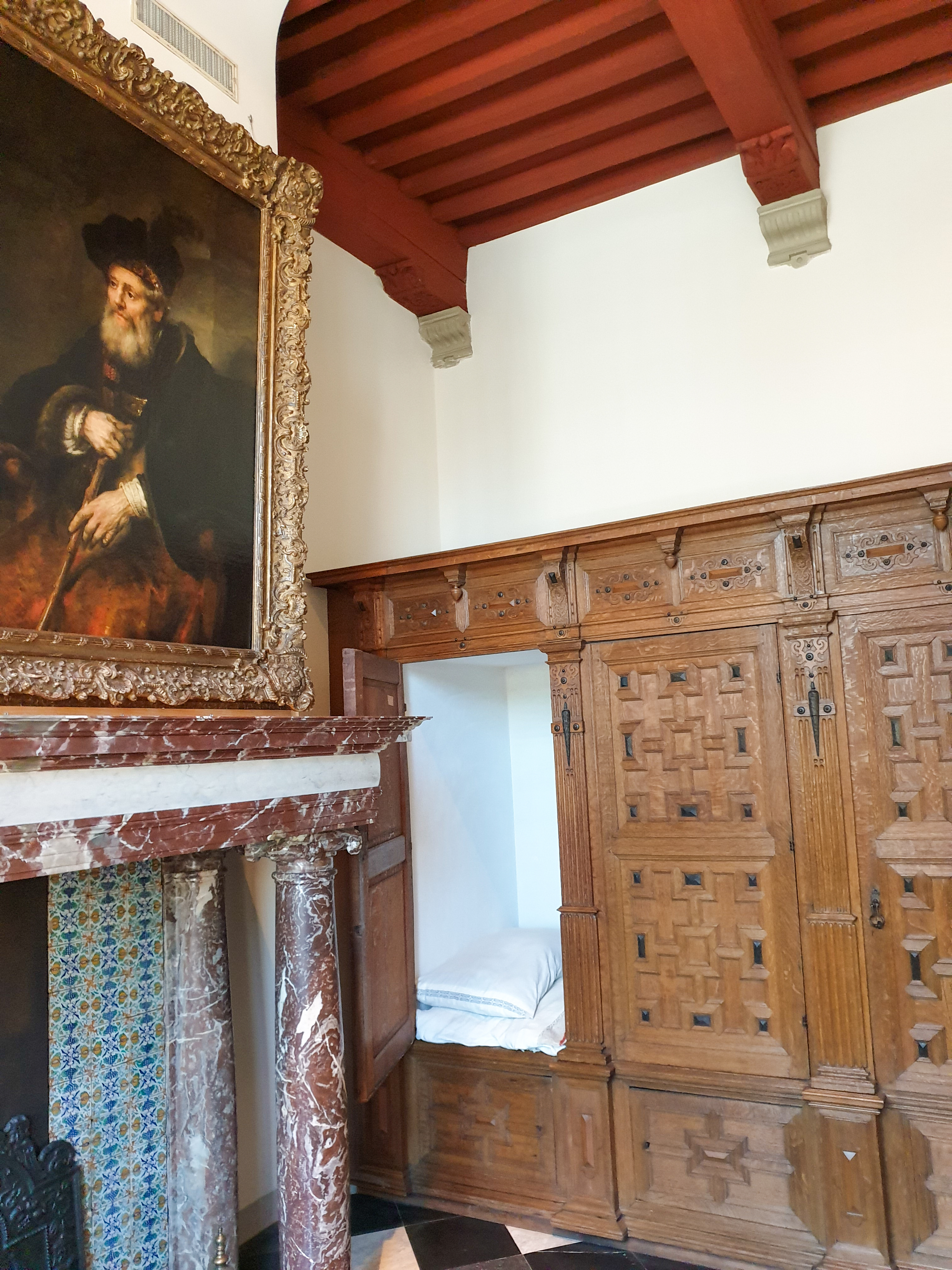
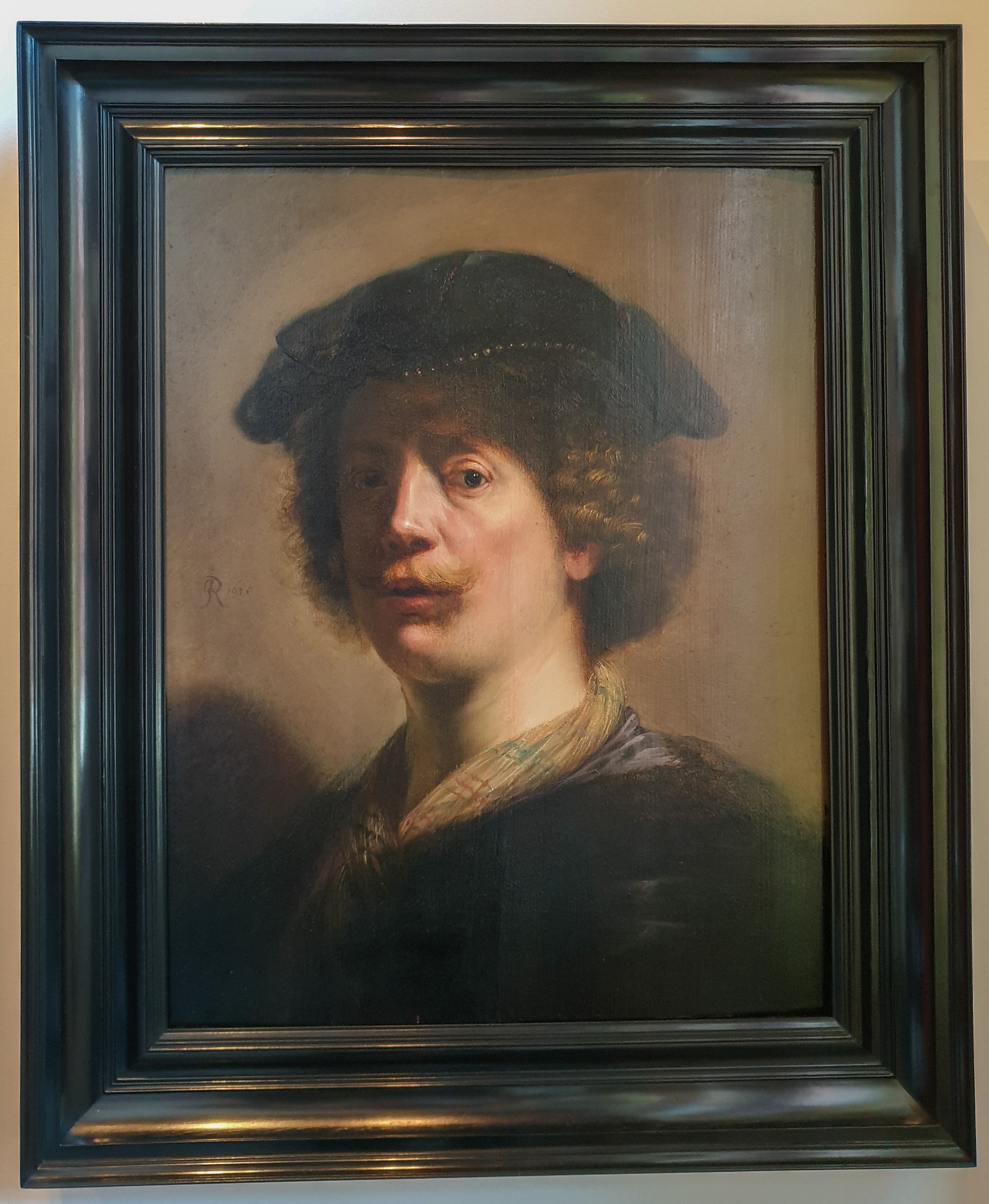
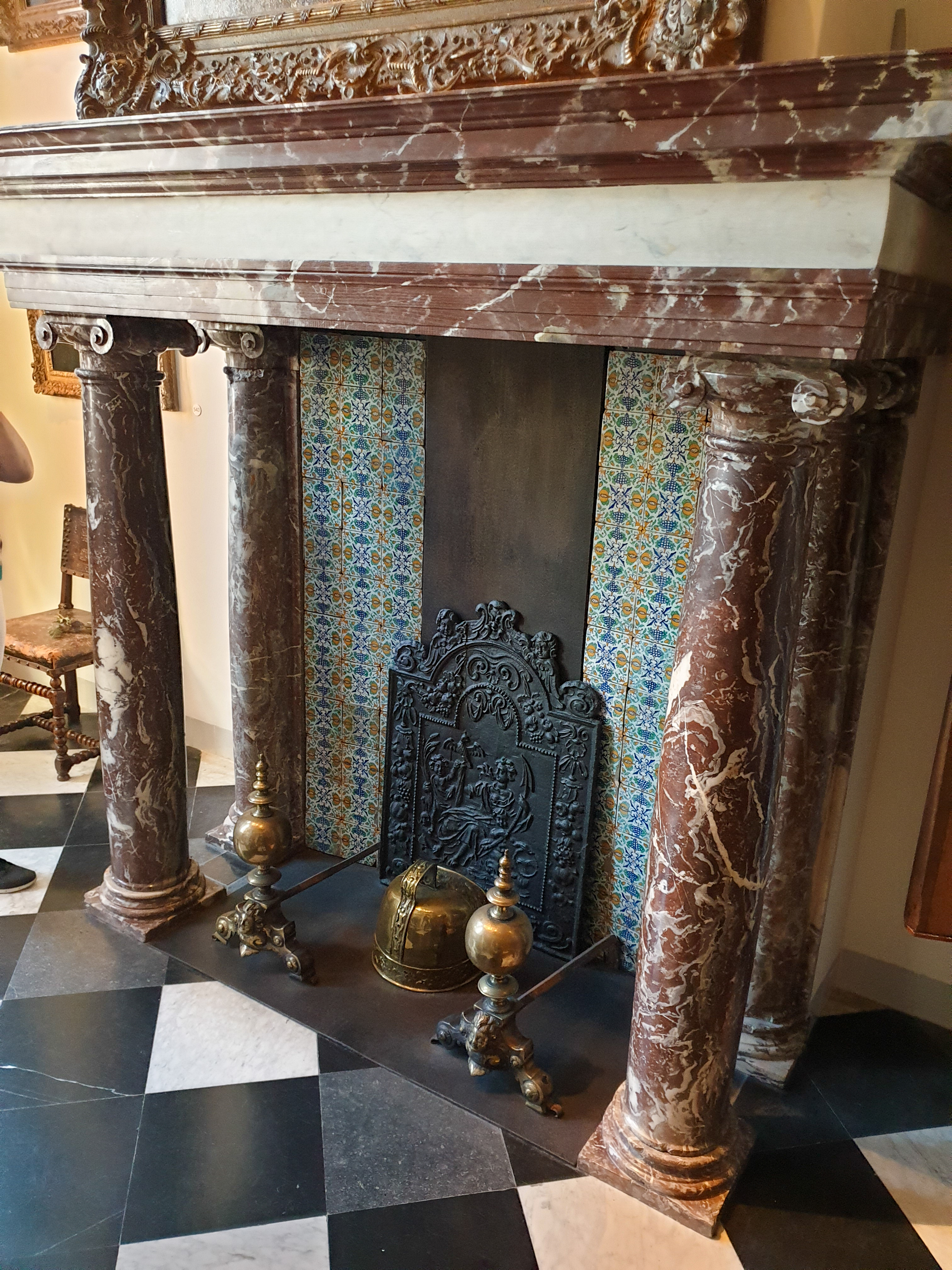

## Időszaki kiállítások
A múzeum modern szárnyépületében rendszeresen időszaki kiállításokat hoznak létre Rembrandt, illetve a kortársai és követői műveiből. A 2019-es Rembrandt-év során három jelentős kiállítást is rendeztek: Rembrandt társadalmi kapcsolatairól, az általa inspirált alkotásokról, valamint Rembrandt munkaműhelyéről.

## Fordítás
Ez a szócikk részben vagy egészben  a   Rembrandthuis című holland Wikipédia-szócikk ezen változatának fordításán alapul.  Az eredeti cikk szerkesztőit annak laptörténete sorolja fel. Ez a jelzés csupán a megfogalmazás eredetét és a szerzői jogokat jelzi, nem szolgál a cikkben szereplő információk forrásmegjelöléseként.